# Jack Gower
Jack Gower (Chichester, 26 maggio 1994) è un ex sciatore alpino britannico naturalizzato irlandese dalla stagione 2021-2022.

## Biografia
Specialista della prove veloci attivo dall'agosto del 2009, Gower ha esordito in Coppa Europa l'11 gennaio 2014 a Wengen in discesa libera (59º), ai Campionati mondiali a Vail/Beaver Creek 2015, dove si è classificato 38º nello slalom gigante, e in Coppa del Mondo il 25 novembre 2017 a Lake Louise in discesa libera (67º). Ai Mondiali di Åre 2019, sua ultima presenza iridata, è stato 41º nella discesa libera e non ha completato il supergigante e la combinata e il 25 gennaio 2021 ha preso per l'ultima volta il via in Coppa del Mondo, a Kitzbühel in supergigante piazzandosi 37º (suo miglior risultato nel circuito). Passato alla nazionale irlandese, ai XXIV Giochi olimpici invernali di Pechino 2022, sua unica presenza olimpica nonché congedo agonistico, si è classificato 31º nella discesa libera, 25º nello slalom gigante, 12º nella combinata e non ha completato il supergigante.

## Palmarès

### Coppa Europa
- Miglior piazzamento in classifica generale: 165º nel 2022

### Nor-Am Cup
- Miglior piazzamento in classifica generale: 26º nel 2018
- 1 podio:
  - 1 terzo posto

### South American Cup
- Miglior piazzamento in classifica generale: 6º nel 2018
- Vincitore della classifica di supergigante nel 2018
- 2 podi:
  - 1 vittoria
  - 1 secondo posto

#### South American Cup - vittorie
| Data              | Località    | Paese | Specialità |
| ----------------- | ----------- | ----- | ---------- |
| 19 settembre 2017 | El Colorado | Cile  | SG         |

Legenda:

SG = supergigante

### Campionati britannici
- 3 medaglie:
  - 2 argenti (slalom gigante, slalom speciale nel 2012)
  - 1 bronzo (supercombinata nel 2012)